# François Omam-Biyik
François Omam-Biyik (Sakbayenne, 21 mei 1966) is een Kameroens voormalig profvoetballer. Hij heeft eveneens de Franse nationaliteit. Omam-Biyik was een kopsterke aanvallende middenvelder en scoorde zijn doelpunten vaak met het hoofd. De voetbalterm Omam-Biyik is naar hem vernoemd.
Omam-Biyik was een van de belangrijke spelers van het Kameroens voetbalelftal in de jaren negentig toen hij meespeelde op drie WK's (WK 1990, WK 1994 en WK 1998). Hij speelde in totaal 63 interlands. Tijdens het eerst genoemde toernooi in 1990 werd Omam-Biyik wereldberoemd toen hij het allereerste doelpunt scoorde op dat WK. Kameroen speelde in de openingswedstrijd tegen de titelverdediger Argentinië en verraste vriend en vijand. Het doelpunt van Omam-Biyik bleek de enige treffer (en daarmee de winnende) van de wedstrijd te zijn. Later dat toernooi zou Kameroen de wereld op zijn kop zetten door als eerste Afrikaanse land de kwartfinales te bereiken. Vanaf dat moment was Kameroen voor ieder team een geduchte tegenstander. Ondanks zijn goal in de openingswedstrijd en zijn goede spel gedurende de rest van het toernooi werd Omam-Biyik niet de meest besproken speler van Kameroen. Die eer was weggelegd voor Roger Milla, die op zijn oude dag eveneens internationaal doorbrak. Later zou Milla de oudste speler ooit worden die een doelpunt wist te maken op een WK eindronde.
Als clubvoetballer speelde Omam-Biyik vanaf 1986 bij Canon Yaoundé in zijn geboorteland. Daarna maakte hij de overstap naar Frankrijk, waar hij drie jaar actief was bij Stade Laval. Na het voor hem succesvolle WK van 1990 verkaste hij naar Stade Rennais waar hij in 38 wedstrijden 14 maal doel trof. Een jaar later vertrok hij naar AS Cannes. Ook in Cannes hield hij het één seizoen vol, waarna hij vertrok naar Olympique Marseille. Na één wedstrijd voor L'OM gespeeld te hebben werd hij getransferreerd en kwam hij terecht bij RC Lens. Hier voelde hij zich weer wat meer op zijn plaats en hij speelde drie seizoenen lang voor de club. Omam-Biyik besloot om zijn geluk te beproeven in een ander land en vertrok naar Mexico, waar hij kwam te spelen bij Club América. Hier scoorde hij 49 keer in 75 wedstrijden. Langzaam maar zeker diende het einde van zijn carrière zich aan. Wederom versleet hij een groot aantal clubs in een relatief korte tijd en zonder veel aan spelen toe te komen. Via Yucatán Mérida, Sampdoria en Telamon FC kwam hij in 1999 terecht bij LB Châteauroux waar hij slechts drie wedstrijden speelde en in 2000 zijn loopbaan beëindigde.
Omam-Biyik werd na zijn actieve loopbaan assistent-bondscoach van Kameroen.

## Statistieken
| seizoenen | club                | wed | goals |
| --------- | ------------------- | --- | ----- |
| 1986/1987 | Canon Yaoundé       |     |       |
| 1987/1990 | Stade Laval         | 81  | 27    |
| 1990/1991 | Stade Rennais       | 38  | 14    |
| 1991/1992 | AS Cannes           | 35  | 7     |
| 1992/1992 | Olympique Marseille | 1   | 0     |
| 1992/1995 | RC Lens             | 53  | 18    |
| 1995/1997 | Club América        | 75  | 49    |
| 1997/1997 | Yucatán Mérida      |     |       |
| 1997/1998 | Sampdoria           | 6   | 0     |
| 1998/1999 | Telamon FC          |     |       |
| 1999/2000 | LB Châteauroux      | 3   | 0     |

## Trivia
Een Omam-Biyik is een voetbalterm, genoemd naar de voormalige Kameroense voetballer François Omam-Biyik die onder meer furore maakte tijdens de WK voetbal-edities van 1990, 1994 en 1998.
François Omam-Biyik stond bekend om zijn hoge sprongen en zijn sterke kopkracht die hij tijdens deze sprongen ontwikkelde. De combinatie van de hoge sprong en de kopkracht leverde geregeld een doelpunt op. Een doelpunt op deze manier gescoord werd vooral in de jaren negentig een Omam-Biyik genoemd.